# Sindrome del sopravvissuto
Nell'ambito del disturbo da stress post-traumatico (DSPT), la sindrome del sopravvissuto si configura come uno dei principali sintomi, caratterizzato principalmente dal senso di colpa.
I sopravvissuti si sentono in colpa perché gratuitamente privilegiati rispetto a coloro che sono morti o sono stati irreparabilmente danneggiati; essi si ritengono responsabili di non aver fatto abbastanza per prevenire la catastrofe e le sue conseguenze.
Nel DSM-4 è stato rimosso come diagnosi a sé stante, annoverandolo tra i sintomi principali del DSPT.